# IVR

Logo IVR

IVR is sinds 1 juni 2001 de statutaire naam van de Internationale Vereniging het Rijnschepenregister, een vereniging van vertegenwoordigers van de binnenvaart, de verzekering, de scheepsbouw en de scheepsexpertise alsmede andere belanghebbenden uit heel Europa.

## Geschiedenis
- 1877 - Opgericht in Frankfurt am Main door transportverzekeraars onder de naam “Rheinschiffsregisterverband” met als doel alle te verzekeren binnenschepen boven de wettelijke keuring te inspecteren ten aanzien van hun deugdelijkheid- introductie IVR Certificaat van Deugdelijkheid – en de als deugdelijk bevonden schepen op te nemen in een register – het 1e IVR-Register in 1879.
- 1947 - Heropgericht onder de naam Internationale Vereniging het Rijnschepenregister (IVR) onder het beschermheerschap van de Centrale Commissie voor de Rijnvaart te Straatsburg en toetreding van de organisaties van scheepvaart en experts alsmede andere belanghebbenden tot de ledenkring.
- 1992 - De IVR start de dialoog met vertegenwoordigers van scheepvaart, verzekering en autoriteiten in Midden- en Oost-Europese landen ter bevordering van de harmonisatie van het binnenvaart- en aansprakelijkheidsrecht.
- 2000 - Vervanging van het IVR Certificaat van Deugdelijkheid door nieuw schadepreventie instrumenten zoals het Schadepreventie Onderzoek, de Stuurmachine Inspectie en het Motorenschaderegistratiesysteem.
- 2001 - De uitbreiding van de vereniging. Op grond van een statutenwijziging draagt de vereniging sindsdien officieel de naam IVR. In hetzelfde jaar opende de IVR haar deuren voor toetreders uit alle Europese landen, met name Donaulanden, ter bevordering van de wederzijdse toenadering en juridische unificatie van binnenvaartregelgeving.
- 2004 - Op initiatief van de IVR samen met verzekeraars en experts wordt Stichting NBKB opgericht. Het Nederlands Bureau Keuringen Binnenvaart is sinds 2014 gemandateerd door het Nederlandse Ministerie van Infrastructuur en Milieu ter inspectie en officiële certificatie van droge ladingschepen.
- 2014 - Het schepenregister is vernieuwd naar een online versie – het IVR Schepen Informatie Systeem – waarmee altijd en overal online toegang tot actuele scheepsdata van de Europese binnenvaartvloot mogelijk is. Introductie van aanvullende modules die bestaan uit gegevens van de eigenaar en exploitant, casco en motorgegevens.

## Doel
Het oorspronkelijke doel van de vereniging was:
- alle te verzekeren binnenschepen boven de wettelijke keuring te inspecteren ten aanzien van hun deugdelijkheid,
- de als deugdelijk bevonden schepen op te nemen in een register.

In 1879 werd het eerste IVR-Register gepubliceerd.
Heden ten dage is het doel:
- het bevorderen van zakelijk contact en coördinatie tussen, alsmede samenwerking met hen die scheepvaart bedrijven, verzekeraars en experts op internationale basis, teneinde waar te nemen en te behartigen hun gemeenschappelijke belangen op het netwerk van de met elkaar verbonden grote Europese binnenwaterwegen.

## Commissies
De vereniging kent een aantal internationale commissies en werkgroepen. Daartoe behoren:
- de Juridische Commissie
- de Schadepreventie Commissie

## Kerntaken

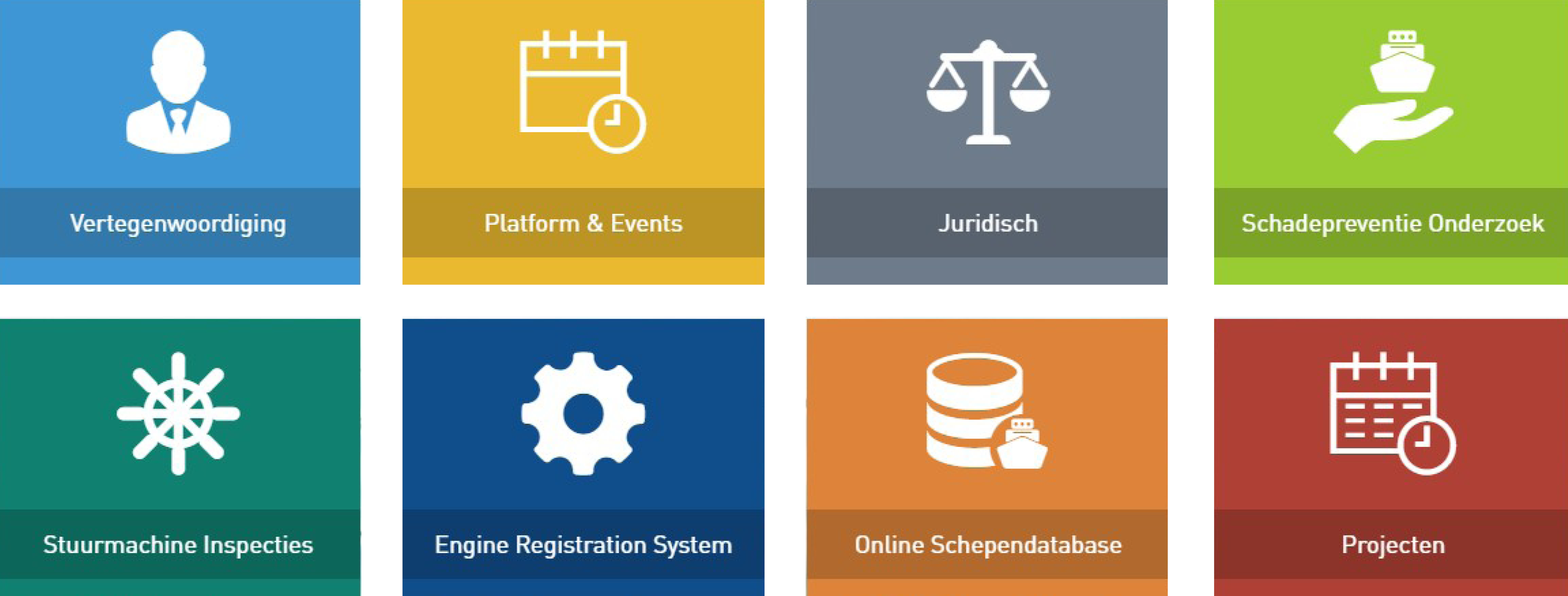

- Vertegenwoordiging: vertegenwoordiging van de organisatie op EU-niveau, Internationale Rivier commissies, UNECE.
- Platform & Events: internationaal onafhankelijk platform ter informatieoverdracht door middel van het organiseren van een jaarlijks congres, colloquia en workshops.
- Juridisch: Harmonisatie & Unificatie van het binnenvaart- en aansprakelijkheidsrecht.
- Schadepreventie onderzoek: Uitvoering van onderzoeken ter voorkoming van schades t.b.v. de verzekerbaarheid van de binnenvaart.
- Stuurmachine inspecties: Onafhankelijke certificering van stuurmachine inspecties.
- Engine Registration System: Op initiatief van verzekeraars en IVR ontwikkeld centraal registratiesysteem voor schades aan motoren.
- Online Schependatabase: Het IVR Schepen Informatie Systeem.
- Projecten: Diverse projecten op het gebied van binnenvaart.

## Bestuur en leiding
De vereniging heeft een internationaal bestuur, bestaande uit een vertegenwoordiger uit elke sector van alle lidstaten van de IVR. De dagelijkse leiding berust bij de directie met een kantoor aan het Vasteland in Rotterdam. In hetzelfde gebouw als waar ook veel andere binnenvaartorganisaties zijn gevestigd.